# Верейкин, Юрий Петрович
Юрий Петрович Верейкин (27 июля 1939) — советский футболист, защитник. Судья, тренер.

## Биография
Воспитанник футбольной школы ЗИЛ Москва. Практически всю карьеру провёл в командах низших лиг первенства СССР «Шахтёр» Кадиевка (1960—1961), «Шинник» Ярославль (1962, 1964—1969), «Труд» Ногинск (1963—1964), «Мотор» Владимир (1969), «Вулкан» Петропавловск-Камчатский (1970—1972). Только в сентябре — ноябре 1964 года сыграл пять матчей в составе «Шинника» в чемпионате СССР.
В 1977—1987 годах работал судьёй. В качестве бокового арбитра провёл 69 матчей высшей лиги в 1979—1978 годах. Судья всесоюзной категории (30.12.1985).
Тренер в ФШМ, среди воспитанников — Андрей Соломатин, Олег Корнаухов, Владимир Маминов.
Главный тренер ТРАСКО (1993, вторая лига). Тренер (1994) и главный тренер (1995—1997) ФК «Россия» / «Монолит» (третья лига). Главный тренер команды КФК «Крылья Советов» Москва (2004).